# Haidong
Haidong, eller Tshohar på tibetanska, är stad på prefekturnivå i nordöstra Qinghai-provinsen i Folkrepubliken Kina. Den ligger omkring 65 kilometer sydost om provinshuvudstaden Xining. Prefekturen är belägen öster om Qinghaisjön, varifrån området fått sitt kinesiska namn Haidong, vilket betyder "öster om sjön".
Orten gränsar till Gansu-provinsen i norr och till den Gula floden i söder.
Haidong är ett av de tätast befolkade områdena i den glest befolkade Qinghai-provinsen. Större delen av befolkningen är hankineser och muslimer, men en liten tibetansk minoritet existerar också. I byn Taktser, som är belägen i prefekturen, föddes 1933 Tenzin Gyatso, den fjortonde Dalai Lama.

## Administrativa enheter
Haidong indelas i ett distrikt, ett härad (县 xiàn) och fyra autonoma härad (自治县 zìzhìxiàn).
| Karta | Nr                                                     | Namn                | Kinesiska                  | Pinyin  | Befolkning (2010) | Area (km²) | Befolkningstäthet (/km²) |
| ----- | ------------------------------------------------------ | ------------------- | -------------------------- | ------- | ----------------- | ---------- | ------------------------ |
|       |                                                        |                     |                            |         |                   |            |                          |
| 2     | Ledu-distriktet                                        | 乐都区              | Lèdū qū                    | 260 185 | 2 821             | 92         |                          |
| 1     | Ping'an                                                | 平安县              | Píng'ān xiàn               | 102 975 | 750               | 137        |                          |
| 3     | Det autonoma häradet Minhe för huikineser och tufolket | 民和回族 土族自治县 | Mínhé huízú tǔzú zìzhìxiàn | 350 118 | 1780              | 197        |                          |
| 4     | Det autonoma häradet Huzhu för tufolket                | 互助土族 自治县     | Hùzhù tǔzú zìzhìxiàn       | 356 437 | 3 321             | 107        |                          |
| 5     | Det autonoma häradet Hualong för huikineser            | 化隆回族 自治县     | Huàlóng huízú zìzhìxiàn    | 203 317 | 2 740             | 74         |                          |
| 6     | Det autonoma häradet Xunhua för salar-folket           | 循化撒拉族 自治县   | Xúnhuà sǎlāzú zìzhìxiàn    | 123 814 | 1 749             | 70         |                          |

## Klimat
Genomsnittlig årsnederbörd är 664 millimeter. Den regnigaste månaden är juli, med i genomsnitt 164 mm nederbörd, och den torraste är januari, med 4 mm nederbörd.